# 브라큐라
《브라큐라》(영어: Blacula)는 미국에서 제작된 윌리엄 크레인 감독의 1972년 블랙스플로이테이션 흡혈귀 공포 영화이다. 이 영화는 최초의 흑인 흡혈귀 영화이며, 이에 따라 제목의 주인공을 맡은 윌리엄 마셜은 영화 매체에서 흑인 흡혈귀를 연기한 최초의 배우가 되었다. 새뮤얼 Z. 아코프 등이 제작에 참여하였다.
개봉 당시 평가는 엇갈렸으나 크게 흥행하였고, 1973년 제1회 새턴상에서 최우수 공포영화상을 받았다. 이후 몇 년간 이 영화가 선도한 성공 사례를 모방하려는 유사 블랙스플로이테이션 흡혈귀 공포 영화들이 미국 극장가에 쏟아졌다.
1973년 속편 《브라큐라 2》(Scream Blacula Scream)가 개봉하였다. 윌리엄 마셜이 동일 배역으로 나오는 한편 돈 미첼, 팸 그리어 등이 새로 투입되었다.
디온 테일러가 연출을 맡은 리부트작이 제작 중에 있다.

## 줄거리
1780년 대서양 노예 매매를 원천 봉쇄할 방법을 강구하던 아프리카 왕자 마무왈데는 조언을 얻고자 트란실바니아 드라큘라 백작을 방문한다. 그러나 백작은 왕자비 루바에게 수작을 걸어 왕자를 모욕한 뒤 왕자의 목을 깨물어 흡혈귀로 만들어버린다. 백작은 왕자를 저주하며 블래큘라라는 이름을 붙여주고 관 안에 넣어 봉인한다. 이어 루바를 산 채로 성 지하 지하실에 왕자/블래큘라의 관과 함께 집어넣어 아사(혹은 질식사)하게 만든다.
1972년 이 성을 방문한 실내 장식가 게이 커플 흑인 보비와 백인 빌리는 이 관을 발견하고 즉석에서 구입하여 배로 수송해 로스앤젤레스로 가져온다. 이들은 블래큘라의 첫 희생양이 된다.
보비 친구 티나, 티나의 언니 미셸, 미셸의 남자친구인 로스앤젤레스 경찰국 소속 병리학자 고든이 보비의 장례식장에 문상을 온다. 생전의 루바를 꼭 닮은 티나를 루바의 환생이라고 믿은 블래큘라는 티나를 쫓아가다가 택시에 치인 뒤 운전사 와니타를 흡혈귀로 만든다.
고든, 미셸, 티나는 미셸의 생일을 축하하기 위해 나이트클럽에 모인다. 이 자리에 티나가 떨어뜨린 지갑을 돌려준다는 명목으로 블래큘라가 나타난다. 사진사 낸시는 이들을 찍고 바로 필름 현상에 들어간다. 블래큘라는 낸시를 죽인 뒤 자신의 모습이 나타나지 않은 사진을 파기한다. 그날 밤 블래큘라는 티나에게 자신의 정체를 밝히고 티나의 아파트에서 함께 밤을 보낸다.
고든은 보비와 와니타의 죽음을 둘러싼 기묘한 정황과 부검 증거가 흡혈귀 전설 내용과 일치한다는 걸 깨닫는다. 보비의 시체가 불가해하게 사라진 뒤 고든은 빌리의 무덤에서 관을 파내고, 흡혈귀가 된 빌리가 공격을 시도하자 고든은 빌리의 심장에 말뚝을 박는다.
고든의 지시로 시체 검사실 냉동고에서 와니타를 꺼낸 샘은 고든의 당부를 무시하고 문을 제대로 닫지 않았다가 해동된 와니타에게 당한다. 시체 안치소에 도착한 잭과 고든은 십자가를 들이댄 뒤 창문 블라인드 틈을 벌려 햇빛에 노출시켜 와니타를 쓰러트린다.
경찰이 자신을 본격 추적하기 시작했다는 걸 알게 된 블래큘라는 도망하면서 경관 한 명을 살해한다. 고든, 잭, 그리고 이들과 함께 출동한 경관들은 흡혈귀 은신처인 한 창고 내에서 보비를 비롯한 흡혈귀들이 모여있는 소굴을 발각하고 불을 질러 이를 파괴한다. 블래큘라는 티나에게 최면을 걸어 새 은신처인 지하 화학 공장으로 불러낸다.
경찰은 다시 티나의 뒤를 밟아 이곳에 당도하고, 한 경관이 총으로 티나를 맞춘다. 블래큘라는 티나를 살리기 위해 티나의 목을 물어 흡혈귀로 만든다. 하지만 잭이 블래큘라가 들었으리라 짐작했으나 실은 티나가 들어있던 관에 말뚝을 박으면서 티나는 죽음을 맞이한다.
생의 의지를 상실한 블래큘라는 건물 옥상에 올라가 아침 해를 맞이하며 자살한다. 고든과 잭은 블래큘라의 살이 녹아내리고, 구더기 떼가 기어나오고, 끝내 해골로 돌아가는 모습을 지켜본다.

## 출연
- 윌리엄 마셜 - 마무왈데 왕자 / 블래큘라 역
- 데니즈 니컬러스 - 미셸 윌리엄스 역
- 보네타 맥기 - 티나 윌리엄스 / 루바 역
- 고든 핀센트 - 잭 피터스 경위 역
- 샐머스 러술랄라 - 고든 토머스 박사 역
- 에밀리 얜시 - 낸시, 나이트클럽 사진사 역
- 랜스 테일러 시니어 - 스웬슨, 장의사 역
- 로건 필드 - 반스 경사 역
- 테드 해리스 - 보비 매코이 역
- 릭 메츨러 - 빌리 셰이퍼 역
- 케티 레스터 - 와니타 존스 / 택시 운전사 역
- 찰스 매콜리 - 드라큘라 백작 역
- 지투 컴부카 - "스킬릿" 역
- 엘리샤 쿡 주니어 - 샘, 영안실 직원 역
- 더 휴스 코퍼레이션 - 본인들 역 (나이트클럽 공연)

## 같이 보기
- 블랙스플로이테이션
- 돌아온 드라큐라